# Zara Cully
Zara Frances Cully (26 de janeiro de 1892 – 28 de fevereiro de 1978) foi uma atriz norte-americana. Cully era mais conhecida por seu papel como Olivia Jefferson ("Mãe Jefferson"), no seriado de sitcom The Jeffersons, da CBS. Cully interpretou o personagem  desde o início da série, em 1975, até sua morte em 1978.

## Juventude e educação
Zara Frances Cully era a mais velha dos 10 filhos sobreviventes nascidos de Ambrose E. e Nora Ann (nascida Gilliam) Cully em Worcester, Massachusetts, em 26 de janeiro de 1892. A família Cully era musical, com Ambrose servindo como diretor musical da igreja que eles frequentavam, Zion AME Church. O irmão mais novo de Zara, o trompetista de jazz Wendell Cully, tocou com Cab Calloway e Duke Ellington. Ela se formou na Worcester School of Speech and Music.

## Carreira
Em 1940, após uma aparição na Cidade de Nova Iorque, ela ficou conhecida como "uma das maiores elocucionistas do mundo". Depois de se mudar para Jacksonville, Flórida, ela começou a produzir, escrever, dirigir e atuar em inúmeras peças. Por 15 anos ela foi professora de teatro em seu próprio estúdio e também no Edward Waters College, uma faculdade historicamente negra fundada em 1866 para educar escravos libertos. Ela ficou conhecida como a "Reitora de Drama" da Flórida. Chateada com o racismo que experimentava no Sul da era Jim Crow, Cully decidiu se mudar para Hollywood, onde passou a atuar regularmente no Ebony Showcase Theatre.
Quando adquiriu o papel de 'Mãe' Jefferson, Cully havia acumulado uma longa lista de credenciais de atuação que abrangeu meio século, incluindo filmes como The Liberation of L.B. Jones (1970), um papel principal em Brother John (1971) e os filmes Blaxploitation Sugar Hill (1974) e Darktown Strutters (1975). Sua carreira na TV remonta ao que os críticos chamam de “Era de Ouro da Televisão”, incluindo aparições na aclamada série Playhouse 90. Além de The Jeffersons, seus créditos na televisão incluíram The People Next Door (CBS Playhouse), Run for Your Life (NBC Matinee Theatre), Cowboy in Africa, The Name of the Game, Mod Squad, Night Gallery, e All in the Family (em uma aparição em 1974, na qual ela originou o papel de "Mãe Jefferson", que ela então transferiu para The Jeffersons, quando o show foi encerrado). Ela era uma das artistas mais velhas ativas na televisão no momento de sua morte.

### The Jeffersons(1975–1978)

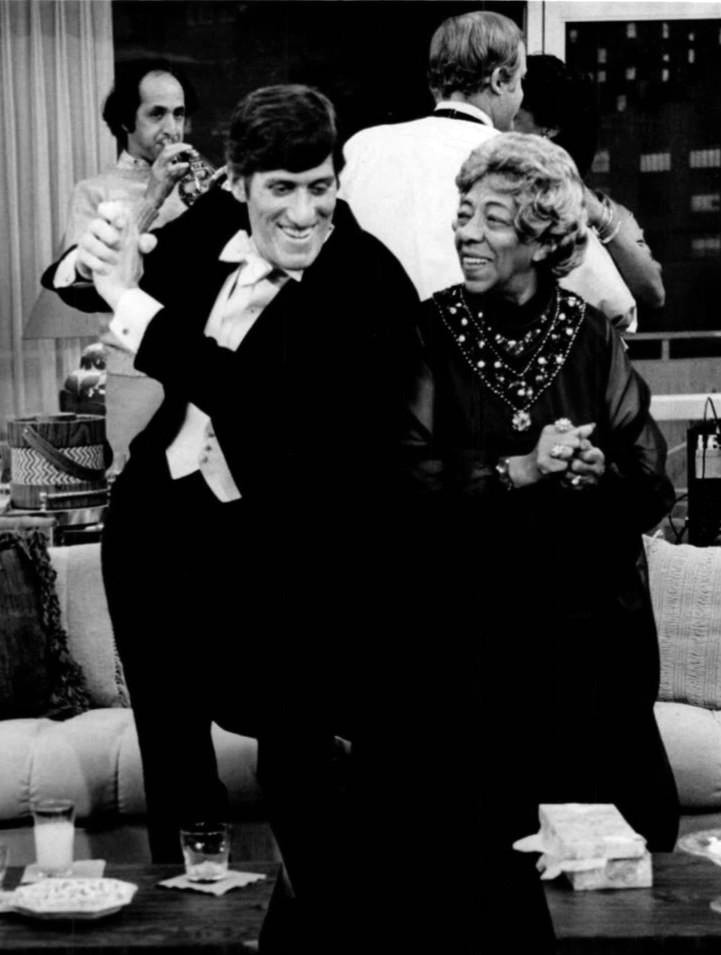
Paul Benedict e Zara Cully em The Jeffersons

A primeira aparição de Cully como 'Mãe' Olivia Jefferson foi como convidada em um episódio de All in the Family intitulado "Lionel's Engagement", que foi ao ar em 9 de fevereiro de 1974. Ela tinha 82 anos na época. Todos os três atores que interpretaram Tom, Helen e Jenny Willis naquele episódio foram substituídos por atores diferentes quando The Jeffersons se tornou um spin-off em 18 de janeiro de 1975, mas os produtores mantiveram Cully como Mãe Jefferson. Durante os primeiros 17 episódios da terceira temporada de The Jeffersons, ela esteve ausente devido a um caso grave de pneumonia causado por um colapso pulmonar. Após sua recuperação, ela voltou ao show. Sua última atuação creditada foi uma aparição no nono episódio da quarta temporada, intitulado "The Last Leaf", que foi ao ar em 12 de novembro de 1977, três meses antes de sua morte. Nenhum episódio especial foi criado para centrar-se em sua morte, mas foi abordado no segundo episódio da quinta temporada, intitulado "Homecoming (pt 1)", que foi ao ar em 27 de setembro de 1978, sete meses após sua morte.

## Vida pessoal e morte
Cully foi casada uma vez, com James M. Brown Jr. de 1914 até sua morte em 1968. Juntos, Cully e Brown tiveram quatro filhos: a Sra. Mary Gale "Polly" Buggs (esposa de John A. Buggs, vice-diretor da Comissão dos Estados Unidos sobre Direitos Civis, 1917–2005), Emerson T. Brown, James M. Brown III e uma filha.
Cully morreu no Cedars-Sinai Medical Center em Los Angeles em 28 de fevereiro de 1978, de câncer de pulmão, aos 86 anos. Os serviços religiosos foram realizados em 2 de março de 1978, na Church of Christian Fellowship, em Los Angeles. Ela foi enterrada no Forest Lawn Memorial Park (Glendale) no Freedom Mausoleum, Columbarium of Victory. Estiveram presentes o elenco e a equipe de The Jeffersons , incluindo o produtor do programa Norman Lear. Cully recebeu postumamente um NAACP special Image Award em 9 de junho de 1978, na 11ª cerimônia anual do NAACP Awards.

## Filmografia
| Ano       | Título                       | Personagem                | Notas        |
| --------- | ---------------------------- | ------------------------- | ------------ |
| 1970      | The Liberation of L.B. Jones | Mama Lavorn               |              |
| 1970      | WUSA                         | Mulher de cabelos brancos |              |
| 1970      | The Great White Hope         | Amiga da Sra. Jefferson   | Sem créditos |
| 1971      | 'Brother John                | Miss Nettie               |              |
| 1974      | Sugar Hill                   | Mama Maitresse            |              |
| 1975      | Darktown Strutters           | Lorelai                   |              |
| 1975–1978 | The Jeffersons               | Mãe Jefferson             |              |